# 哈密回王墓
哈密回王墓（俗称回王坟或回王陵，維吾爾語：قۇمۇل ۋاڭ قەبرىستانلىقى‎）是哈密札萨克和硕亲王及王室成员的陵墓建筑群。位于中华人民共和国新疆维吾尔自治区哈密市，主要有七世回王博锡尔、八世回王卖哈莫特和九世回王沙木胡索特的陵墓，另外，哈密最大的清真寺艾提卡大清真寺也坐落在哈密王墓的陵园内。哈密回王墓既有具有伊斯兰风格的建筑，也有中原建筑风格的建筑，还能够看到蒙古建筑风格的建筑。艾提卡大清真寺也是生活在哈密市的维吾尔族穆斯林举行会礼的场所。哈密回王墓是中华人民共和国第六批全国重点文物保护单位。

## 地理位置
哈密回王墓位于中华人民共和国新疆维吾尔自治区哈密市伊州区回城乡阿勒屯村内，环城南路的西段。原为哈密王府宅所在地。哈密回王墓北侧为哈密市环城路，与哈密地区博物馆以及哈密木卡姆传承中心隔路相望，墓园西侧是重新修建的哈密王府。哈密回王墓附近的居民均为从事农业或个体经营维吾尔族居民。哈密回王墓面积14,666平方米，陵园以围墙为界。

## 历史
康熙三十五年（1696年），清王朝的统治者康熙帝统兵西征准噶尔部，此时，哈密地区的宗教领袖和领主额贝都拉脱离准噶尔部并归顺清王朝。额贝都拉不仅向清军捐献物资，还率领军队参与了讨伐准噶尔首领噶尔丹的战役。康熙三十六年（1697年），康熙封额贝都拉为哈密回部一等札萨克达尔汗。从此，哈密回王成为哈密地区政教合一的首领，并传承了9代，共223年。
哈密回王墓中时代最为久远的建筑是艾提卡大清真寺。于一世回王额贝都拉时期修建。在四世回王玉素卜以及六世回王额尔德锡尔时期有所扩建，方至如今之规模。包括一世回王额贝都拉在内的历代哈密回王拱拜（墓穴）均修建于此，现陵园内主要有七世、八世和九世回王的拱拜。
七世回王博锡尔于嘉庆十八年（1813年）袭位，先后被封为郡王、亲王。同治新疆回乱爆发后，战火很快波及到了哈密。在经历数年的战争后，博锡尔于同治六年（1867年）被妥明部元帅马陞处死。同治七年（1868年），清廷追封其为和硕亲王。关于七世回王拱拜的修建说法不一。其一是博锡尔还在世时，曾派人去喀什专门绘制了阿巴和加麻札的图样，并制作模型。随后在哈密请人烧制砖瓦，修建他的陵墓共耗时20年，于道光二十年（1840年）建设完成。其二，清政府拨款2万两银作为修建七世回王拱拜的资金，拱拜得以修建。第三，是在博锡尔死后，清政府拨款，将北京烧制的砖瓦运至哈密并修建了他的拱拜。若以后两种的说法为准，七世回王拱拜应当建于光绪初年。九世回王沙木胡索特于光绪八年（1882年）袭位，袁世凯复辟帝制后，赐其双亲王头衔。沙木胡索特在统治哈密48年后，于民国十九年（1930年）因病去世。九世回王拱拜在沙木胡索特生前便建设完成，即清末民初时期。
民国二十年（1931年），因主政新疆的金树仁施行改土归流政策，哈密回王制被废，此举引发了哈密事变（或称为哈密起义、哈密暴动）。在动乱中，回王墓遭到破坏，七世回王拱拜底部的瓷砖以及顶部的葫芦形尖顶遭到剥取或拆毁。此后，回王墓不得不面临着长期无人看管的窘境。清真寺的屋顶出现坍塌的情况，门外的廊柱也被拆走。陵园周围的墙以及陵园大门也都遭到拆毁。到了文化大革命时期，七世回王拱拜的四周的瓷砖、顶部的绿瓦几乎全遭到剥夺，拱拜上的白瓷砖围墙也遭拆毁。五座木结构小拱拜也因年久失修而面目全非。经过20世纪80年代的数次维修后，哈密回王墓在1991年被列为第三批新疆维吾尔自治区文物保护单位。到了2006年6月，哈密回王墓被列为第六批全国重点文物保护单位。

### 维护
1983年开始，政府开始拨款保护和维修回王墓。1999年，对七世回王拱拜的维修工作启动。本次维修针对退釉的琉璃砖、损坏的砖坯、因砖块脱节造成的空涨以及拱拜顶部的女儿墙和四角塔。2006年，哈密市人民政府发文确定哈密回王墓的保护范围。中华人民共和国国家文物局先后对九世回王拱拜及台吉拱拜修缮方案、哈密回王墓艾提尕尔清真寺修缮工程、哈密回王墓老城墙遗迹本体加固保护工程等相关保护项目进行批复。到了2019年，哈密回王墓的保护修缮工程竣工。

## 建筑
哈密回王墓是将数种不同建筑风格的建筑分布在同一个庭院内的建筑群，是哈密地区多种文化交流的产物。

### 大拱拜
大拱拜，也被称为瓷拱拜，是七世回王博锡尔之墓，位于陵园的中心位置，也是陵园中最高大的陵墓建筑。大拱拜内埋葬了七世回王博锡尔及其大小福晋、八世回王卖哈莫特及其王妃、王室成员等40余人。大拱拜高17.8米，东西长20米，南北宽15米。是具有伊斯兰式建筑风格的砖结构建筑。由上下两部分构成，下部为陵室，平面呈现凹字形，整体为长方体。其上支撑有以长方形为基座，内径9米的穹窿顶，拱顶高13.8米，拱顶下部厚0.9米。基座四面设有小窗。拱顶上有小亭。拱拜四角有半嵌入墙的邦克楼，其顶部为小亭。其后右侧为中空的邦克楼，其内部有36级盘旋而上的台阶，通过台阶可抵达墓顶平台，并有矮墙围护。尖拱式的门向西开，两侧各配有四个小拱璧龛。绿色和蓝花祥云白底琉璃砖组成的图案铺满了大拱拜的陵室外墙。大拱拜内墙则是通体粉白色，白墙之上绘有蓝色祥云图案、彩绘有以波斯菊、蔷薇花、木棉花为主的花卉图案和以多角式、格子式、锯齿式、回环式等形式的几何图案。大拱拜采用了传统的新疆清真寺和麻札类似的立面，但常见的伊斯兰拱券造型在大拱拜中被改为了直线造型。另外，为了避免墙面装饰的脱落，采取每块砖根据其所在部位的不同条件单独设计。并在其外表绘制花纹并上釉。在烧制成琉璃面后，再在砌筑粘贴时拼为完整的图案。

### 小拱拜
在大拱拜的南侧原有5座东西排列的小拱拜，现仅存2座。其中东侧的拱拜为沙木胡索特之墓，西侧的拱拜则是台吉拱拜。沙木胡索特拱拜内有10座坟冢，葬有沙木胡索特及其王室成员等13人。沙木胡索特拱拜平面呈现正方形，边长15.5米，高15米，中部是后土墙，四面墙开有侧窗，南侧有穹窿形入口。拱拜分为内外两部分，外部是垣墙内及四周的亭柱支撑，具有中式亭榭建筑特点的木结构建筑。其共有三层飞檐，下两层为方形重檐，顶部为八角攒尖顶。外部的建筑将内部伊斯兰式的穹窿顶陵室罩在其中，内部由土坯垒砌而成。内墙有粉白色石膏抹面，其上绘有蓝色的圆形、祥云等图案。位于西侧的台吉拱拜内有9座墓冢，葬有台吉等12人。其底部呈边长12米的正方形，高14米，也是木质结构建筑。其下部为陵室，由土坯砌筑而成，土坯墙厚0.7米。三面开有侧窗。上部由墙内柱支撑的蒙古建筑风格重檐盔顶。内部为藻井式平顶。另外，陵园内还存在小型墓葬，是其他几任回王的墓葬。

### 艾提卡大清真寺

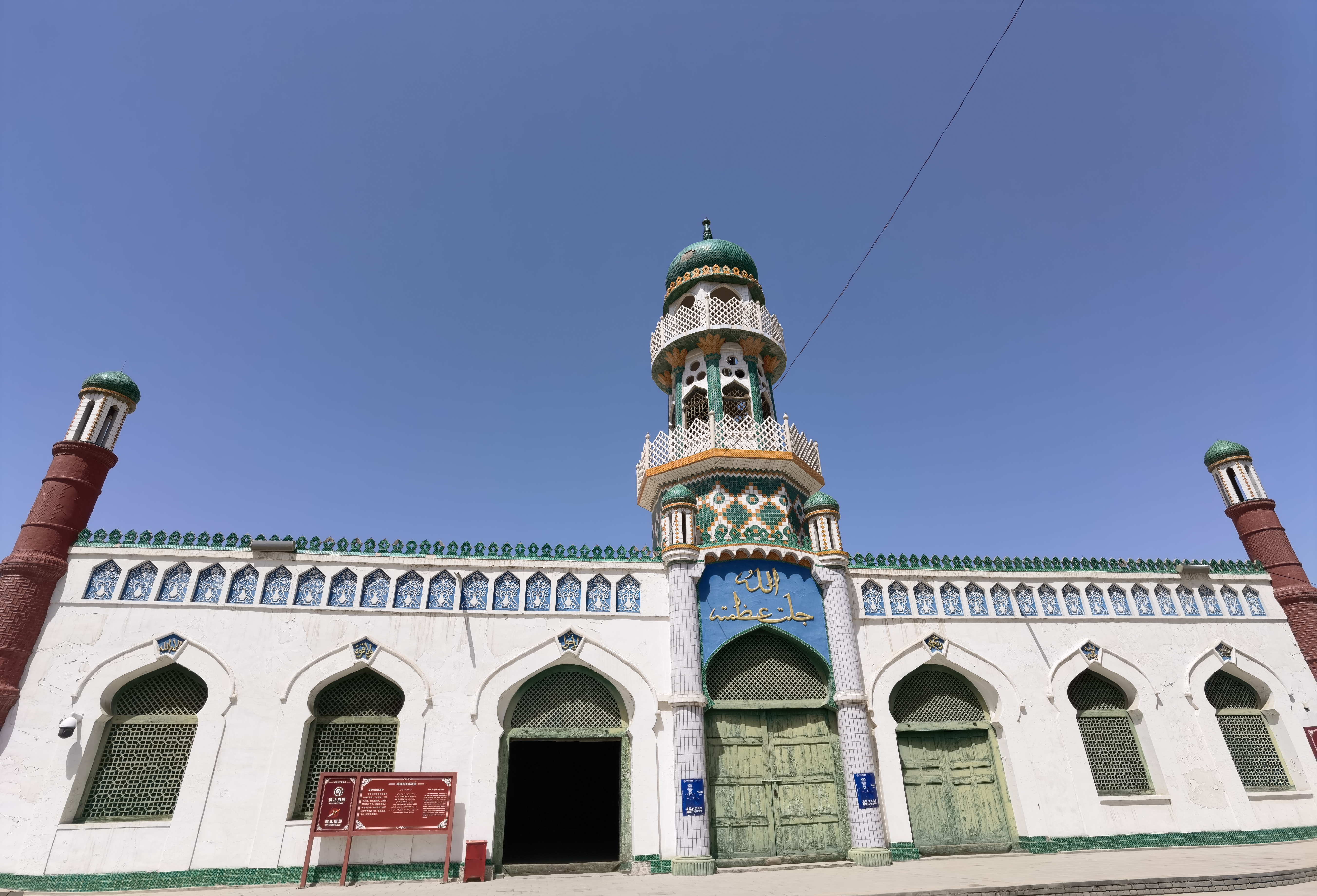
艾提卡大清真寺

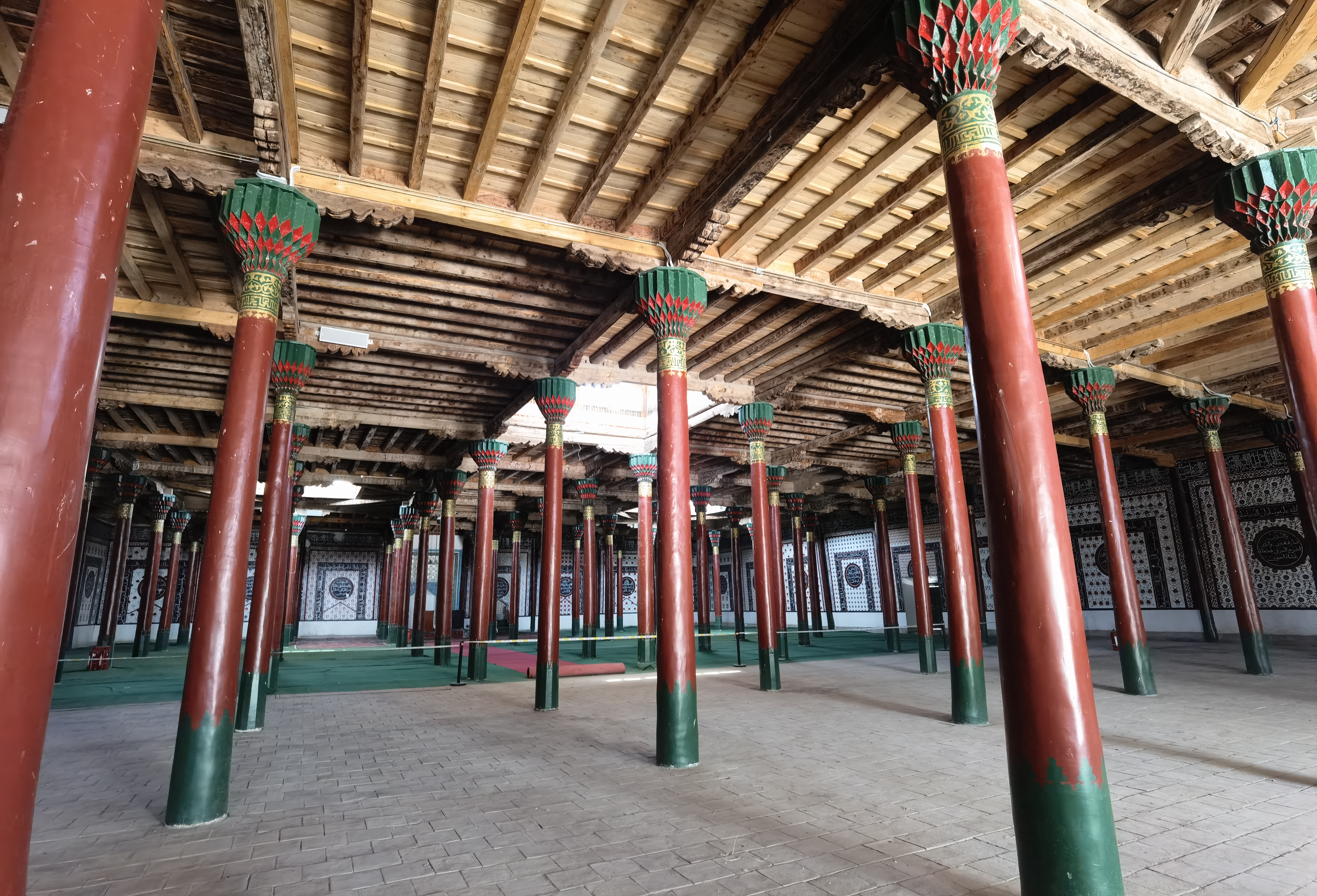
艾提卡大清真寺内部

艾提卡大清真寺也被称为艾提尕尔大清真寺，是哈密回王墓中最大的建筑，也是中国新疆哈密市规模最大、容纳人数最多的清真寺。艾提卡大清真寺坐落在大拱拜的西侧，坐西朝东。是伊斯兰建筑风格的土木结构建筑。呈现不规则的矩形，东西60米长，南北38米宽，占地2280平方米，可容纳近5000人同时进行礼拜。东面开有3扇为伊斯兰拱券样式的门，中门两侧有半镶嵌入墙内的扶门圆柱，圆柱顶端是两个小塔。另外，清真寺南北也各有1扇门。哈密艾提卡大清真寺的宣礼塔和新疆大部分清真寺的宣礼塔并不相同，超过22米的宣礼塔设立在东面中门之上，共有四层，逐层收分，每层收分处设有宣理台。宣理台有不同的形状，下部的宣礼台为多边形，上部的宣理台为圆形。宣礼塔塔柱则是底端和顶端为多边形，中间2层的塔柱则是圆形。宣礼塔的外部装饰主要是拼成拱券型或其他图案的绿色和白色的瓷砖。宣礼塔顶更像佛教古塔顶端的形式。宣礼塔设置有盘旋至眺望台的楼梯。清真寺东面有略微凸出且装饰有琉璃透空的花饰的屋檐，屋檐下方则有一排用蓝色纹饰的凹状伊斯兰拱券样式。清真寺东面两侧有以褐色砖分层装饰的扶壁角柱，其顶部有小亭。清真寺主体为白色，并配有部分装饰色。
清真寺内部为密肋式平顶，为草泥顶。顶部绘有以物葡萄、石榴花、无花果、巴旦木、波斯菊等为主的植物图案。为了采光，清真寺顶采取了南疆常见的阿以旺形制，共开有4扇边长4米的方形天窗。清真寺顶由100余根粗红柱支撑，以东西12排，南北9行的形式排列。清真寺原本有108根红柱，但东南角有一凹进，是原埋葬一世回王的小拱拜的所在地，故而缺少数根柱子。清真寺内红柱均由天山山脉北麓生长的长有针叶的树木雕刻而成，每一根红柱是由一整棵树雕刻而成，并无拼接工艺。所有的红柱高度相差不大，但柱顶部样式可以分成10种，有菱形、三角形、卐字等花纹图案。其原因可能由于工匠的不同、图纸不统一或施工条件的限制等。清真寺内的墙壁为粉白色，每开间都有《古兰经》的经文，四周有几何形状或植物纹饰。寺内墙壁上嵌有石碑。清真寺内西侧设有讲经台，其后有指向麦加方向的圣龛，与其他新疆大多数的清真寺不同的是，此处圣龛并未凹进墙内，而仅在墙面绘有圣龛的样式。清真寺地板原有边长0.3米的方形青砖。